# Gundobad
Gundobad (? - 516.) je bio gospodar Zapadnog Rimskog Carstva između 472. i 473. godine, a potom i kralj Burgunda (Drugo Burgundsko Kraljevstvo) između 473. i 516. godine.

## Obitelj
Gundobad je bio sin burgundskog kralja Gundioka i nećak gospodara Zapadnog Rimskog Carstva Ricimera. Braća su mu bili Kilperik, Godomar i Godegizel. Nakon Ricimerove smrti 472. godine naslijedio je položaj zapovjednika zapadnorimske vojske i de facto gospodara Carstva. Kad je Gundiok umro, kraljevao je u jednoj od država nastalih podijeljenom burgundskom državom. Sjedište mu je bilo u Lyonu. Kraljem cijele Burgundije bio je od 480. godine.
Svog brata, burgundskog kralja Kilperika II. ubio 493. godine. Stoga je Kilperikova kćer Klotilda izbjegla u franačke zemlje. Ondje se udala za njihova kralja Klodviga I., gdje je spremila uzvrat stricu, potičući supruga i sinove na rat protiv njega. Gundobad si je unatoč tome učvrstio položaj na dvoru oko 500. godine. Štaviše, s Klodvigom je uspostavio dobre odnose. Da bi to postigao, prešao je na kršćanstvo, vjeru na koju je Klodviga prevela supruga Klotilda. Takvo je stanje potrajalo do Gundobadove smrti 516. godine. Na prijestolju ga je naslijedio sin Žigmund.

## Zapadno Rimsko Carstvo
Nekoliko mjeseci nakon Ricimerove smrti umro je i car Olibrije što dovodi do nekoliko mjeseci pregovora između Gundobada i Istočnog Rimskog cara o izboru novog zapadnog cara. Kako se nije uspelo doći do kandidata s kojim bi bile zadovoljne obje strane Gundobad je za novog cara proglasio svog vojnog časnika imena Glicerije. Nedugo po proglašenje novog cara Gundobadu 473. godine umire otac i on odustaje od kontrole Zapadnog Rimskog Carstva kako bi postao jedna od strana u Burgundijskom građanskom ratu za kraljevsku krunu. 
Ta njegova odluka iz 473. godine među povjesničarima smatra se znakom kako je moć Carstva nisko pala kada se njegov gospodar odriče svog položaja kako bi postao jedna od stranaka u građanskom ratu među "barbarima"

## Burgundsko Kraljevstvo
| Prethodnik:           | Glavni zapovjednik vojske Zapadnog Rimskog Carstva | Nasljednik:                      |
| Ricimer (455. – 472.) | Glavni zapovjednik vojske Zapadnog Rimskog Carstva | Alvernije Ekdicija (474. – 475.) |